# Tabliczka losów
Tabliczka losów, też tabliczka przeznaczeń (sum. DUB NAM.MEŠ; akad. ṭuppi šīmāti) – w wierzeniach mezopotamskich mityczna tabliczka, zapewniająca jej posiadaczowi najwyższą pozycję wśród bogów oraz moc określania przeznaczenia świata, bogów i ludzi. Wzmiankowana w wielu mezopotamskich tekstach, m.in. w babilońskim eposie o stworzeniu świata Enuma elisz i akadyjskim Micie o ptaku Anzu.

## Odniesienia do tabliczki losów w tekstach

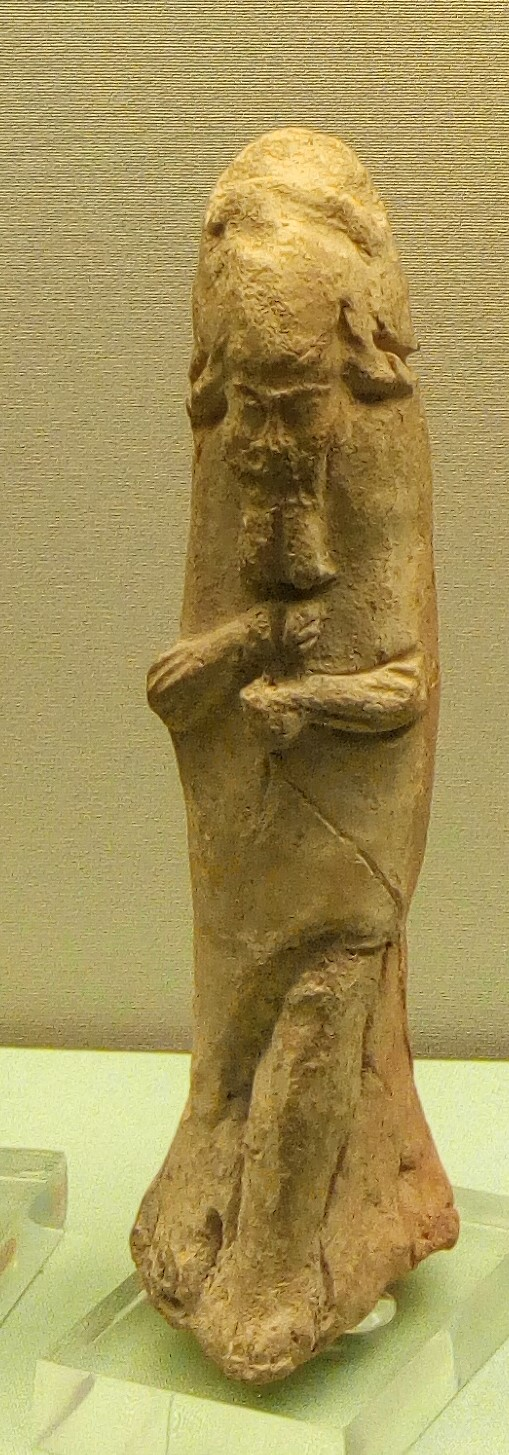
Gliniana figurka przedstawiająca legendarnego mędrca (apkallu) ubranego w rybi strój; obecnie w British Museum (ME 90999)

### Tradycja związana z bogiem Enki
W tekstach mezopotamskich przedstawiono kilka różniących się od siebie tradycji związanych z tabliczką losów. Zgodnie z jedną z nich znajdować się ona miała w posiadaniu boga Enki (akadyjski Ea), który przechowywać miał ją w swej siedzibie w Abzu. Do tradycji tej nawiązuje mit Dwadzieścia jeden okładów (ang. The Twenty-One Poultices), w którym bóg Nabu udaje się do Abzu, aby Ea wyznaczyć mógł tam jego los. Po przybyciu do Abzu Nabu spotyka boga Ea, który zwraca się do siedmiu mędrców (sebet apkallī), aby ci przynieśli mu tabliczkę losów:

Nudimmud (jedno z imion boga Ea) rozgniewał się i wezwał głośnym głosem siedmiu medrców z Eridu:

„Przynieście dokument mej najwyższej władzy (anūtu), aby mógł być odczytany przede mną,
żebym mógł wyznaczyć przeznaczenie dla Nabu,
syna, który czyni mnie szczęśliwym, żebym mógł spełnić jego życzenie”.
Przynieśli i odczytali tabliczkę losów wielkich bogów.
On ustalił przeznaczenie dla niego...

O tym, iż tabliczka losów znajdować się miała w Abzu, wspomina również sumeryjski mit Ninurta i żółw (ang. Ninurta and the turtle). Mit ten, z którego zachowało się jedynie zakończenie, opisywał najprawdopodobniej walkę stoczoną przez boga Ninurtę z ptakiem Anzu, do której doszło po tym, jak ptak Anzu skradł z Abzu tabliczkę losów i boskie prawa. W jednym z zachowanych fragmentów pokonany ptak Anzu zwraca się do Ninurty wspominając o tabliczce losów:

Na jego (tj. Enkiego) rozkaz twa broń uderzyła mnie złowrogo. Gdy wypuściłem ze swej ręki boskie prawa, boskie prawa powróciły do Abzu. Gdy wypuściłem boski plan ze swej ręki, boski plan powrócił do Abzu. Tabliczka losów powróciła do Abzu. Zostałem pozbawiony boskich praw.

### Tradycja związana z bogiem Enlilem (Mit o ptaku Anzu)

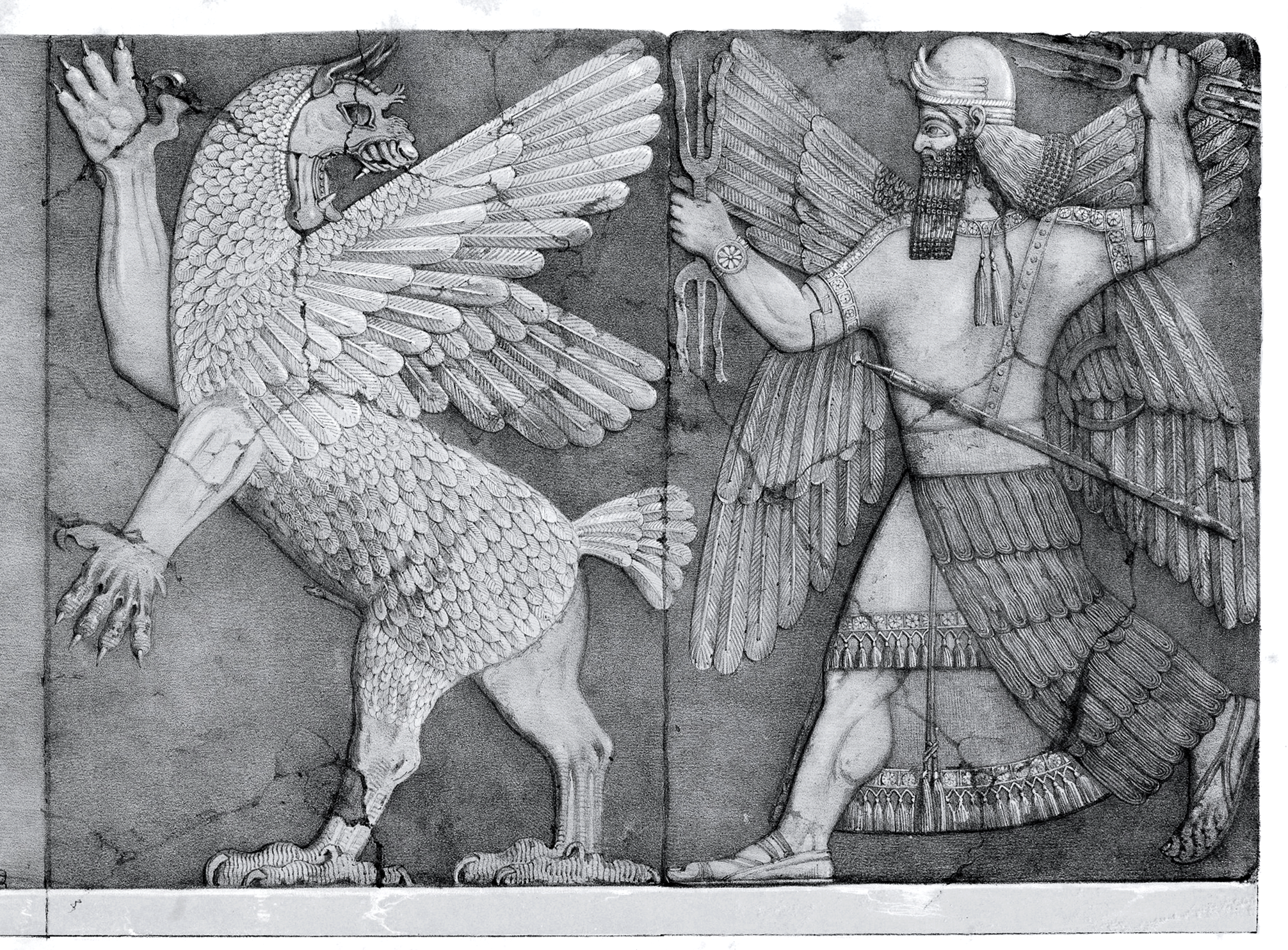
Scena mitologiczna przedstawiająca najprawdopodobniej boga Ninurtę ścigającego ptaka Anzu; monumentalny relief kamienny ze świątyni boga Ninurty w Kalhu; czasy Aszurnasirpala II; obecnie w British Museum.

Motyw kradzieży tabliczki losów oraz walki Ninurty z ptakiem Anzu pojawia się również w akadyjskim Micie o ptaku Anzu, z tą jednak różnicą, iż posiadaczem tabliczki jest w tym micie nie Ea, lecz Enlil. Bóg ten, za namową boga Ea, przyjmuje do siebie na służbę ptaka Anzu. Ten postanawia jednak zdradzić swego pana i skraść mu jego tabliczkę losów:

Oczy jego (tj. Anzu) spoglądały na oznaki władzy Enlila (enlilūtu),
na jego wspaniałą koronę, na jego boską szatę,
na tabliczkę losów w jego rękach Anzu wciąż spoglądał.
On wciąż spoglądał na ojca bogów, boga Duranki.
Postanowił (bowiem) w swym sercu, że skradnie władzę Enlila (enlilūtu).
Anzu wciąż obserwował ojca bogów, boga Duranki
i w sercu swym postanowił zagarnąć władzę Enlila (enlilūtu).
„Ja samemu wezmę tabliczkę losów bogów,
zgromadzę zadania wszystkich bogów,
wezmę tron dla siebie, będę zarządzał boskimi prawami
i będę panował nad wszystkimi Igigi”.

Ptak Anzu, korzystając z nieuwagi Enlila, wprowadza swój plan w życie i kradnie tabliczkę losów:

W wejściu do celli, którą wciąż obserwował, czekał na właściwy moment.
Gdy Enlil kąpał się w czystej wodzie,
rozebrany(?), a jego korona leżała (odłożona) na tronie,
(wówczas Anzu) pochwycił w swe ręce tabliczkę losów,
pochwycił władzę Enlila (enlilūtu), [boskie prawa] zostały zawieszone.
Anzu odleciał i [skierował się] do swej góry.
Zapadła przerażająca cisza, zapanował śmiertelny bez[ruch].

W dalszej części mitu bogowie zbierają się na naradę i postanawiają wybrać spośród siebie śmiałka, który stanie do walki z ptakiem Anzu i odbierze mu tabliczkę losów. Wskazanych zostaje kolejno trzech bogów: Adad, bóg burzy, Girra, bóg ognia, i Szara, syn Isztar. Każdy z nich odmawia jednak, w ten sam sposób tłumacząc się bogu Anu:

Ojcze mój, któż może zaatakować niedostępną górę?
Które z twych boskich dzieci może pokonać Anzu?
On trzyma w swych rękach tabliczkę losów,
pochwycił władzę Enlila, boskie prawa zostały zawieszone.
Anzu odleciał i skierował się do swej góry.
Jego rozkaz jest jak (rozkaz) boga Duranki.
Gdy rozkaże, to ten którego przeklnie, zmieni się w glinę.

W końcu wskazany zostaje czwarty bóg, Ninurta, syn Enlila, który postanawia podjąć wyzwanie. Wyrusza w góry, do siedziby ptaka Anzu, który wychodzi mu naprzeciw. W walce z Ninurtą ptak Anzu wykorzystuje tabliczkę losów, nakazując poszczególnym częściom łuku i strzał swego przeciwnika powrócić do ich stanu pierwotnego:

(Ninurta) nałożył trzcinową strzałę na łuk,
z uchwytu łuku strzałę trzcinową przeciw niemu wypuścił.
Strzała trzcinowa nie zbliżyła się (jednak) do Anzu, lecz zawróciła!
(Tak bowiem) Anzu krzyknął do niej:
„Strzało trzcinowa, która lecisz ku mnie, wracaj do swych zarośli,
ramię łuku, (powróć) do swych lasów,
cięciwo, (powróć) do ścięgna owcy, lotki z piór, powróćcie do ptaków!”.
Ponieważ trzymał w ręku tabliczkę losów bogów,
strzały wystrzelone z cięciwy łuku nie zbliżyły się do jego ciała.
Bitwa ustała, atak został odparty.

W końcu, dzięki radom boga Ea, Ninurta zabija ptaka Anzu i odbiera mu tabliczkę losów:

(Ninurta) zabił nikczemnego Anzu!
Bohater Ninurta chwycił tabliczkę losów bogów w swoje ręce.

Po zwycięstwie nad ptakiem Anzu Ninurta nie wraca do reszty bogów, co sprawia, że Enlil wysyła do niego jednego z nich, Birdu, aby ten namówił go do powrotu i oddania tabliczki losów. Wysłannik odnajduje Ninurtę, ale ten odmawia oddania tabliczki:

Ninurta [odezwał się, zwracając się do Birdu]:
„Czemu [mam oddać] oz[naki władzy królewskiej]?
[Mój rozkaz stał się] jak (rozkaz) kr[óla bogów].
Nie od[dam] tabliczki losów”.

W tym miejscu tekst się urywa z powodu uszkodzenia tabliczki, a gdy ponownie staje się czytelny, Ninurta jest już wśród wychwalających go bogów, co zdaje się wskazywać, iż w końcu zwrócił tabliczkę losów swemu ojcu Enlilowi.

### Tradycja związana z bogiem Mardukiem (Enuma elisz)
Inna tradycja związana z tabliczką losów przetrwała w Enuma elisz, babilońskim eposie o stworzeniu świata. W dziele tym tabliczka ta znajdować się miała pierwotnie w rękach Tiamat, pramatki i stworzycielki bogów. Ta, szykując się do rozprawy z Mardukiem, postanowiła przekazać ją Kingu, jednemu ze swoich synów, którego uczyniła swym małżonkiem i dowódcą armii:

(Tiamat) dała mu tabliczkę losów i przymocowała ją do jego piersi,
(mówiąc:) „Niech rozkaz twój będzie niezmienny, a wypowiedź twoich ust trwała”.
Po tym jak Kingu został wywyższony i otrzymał władzę Anu (anūtu),
wyznaczył losy dla bogów, jej synów .

Nie wiadomo, jaką rolę odegrał Kingu w konflikcie pomiędzy Tiamat z Mardukiem, gdyż epos milczy na ten temat. Wiadomo jedynie, iż po pokonaniu Tiamat Marduk pojmał go i odebrał mu tabliczkę losów:

Teraz Kingu, który został wśród nich wywyższony,
(Marduk) związał i zaliczył do zmarłych bogów.
Zabrał mu tabliczkę losów, która nie należała do niego,
opieczętował ją pieczęcią i przymocował ją do swej własnej piersi.

Z jednego z kolejnych ustępów eposu wynika jeszcze, iż Marduk nie zatrzymał tabliczki dla siebie, ale przekazał ją bogu Anu:

[Tabliczkę] losów, którą Kingu zabrał i nosił,
(Marduk) potraktował jako zdobycz(?) i podarował ją bogu Anu.

### Tradycja związana z bogiem Nabu
Innym bogiem powiązanym w tradycji babilońskiej z tabliczką losów był Nabu, wezyr i skryba Marduka, którego z czasem uważać zaczęto również za syna Marduka i patrona sztuki pisarskiej. Swą najważniejszą rolę jako skryba bóg ten odgrywał w czasie noworocznego święta akītu, kiedy to, po wyznaczeniu losów świata na kolejny rok przez zgromadzenie bogów, właśnie on miał za zadanie spisać przeznaczenie na tabliczce losów. Odzwierciedleniem tej roli jest najprawdopodobniej tytuł „nosiciela tabliczki losów bogów” (akad. nāši/āḫiz ṭuppi šīmāt ilī), który używany jest w odniesieniu do Nabu w wielu tekstach. W jednym z hymnów do niego tytuł ten jest nawet jednym z ośmiu imion tego boga: „Twoim czwartym imieniem jest: Nosiciel tabliczki losów bogów, to jest wszystkich Igigi [nieba i świata podziemnego]”. Tytuł ten znany był nawet w Asyrii, gdzie kult Nabu również był popularny (jego świątynie znajdowały się m.in. w Aszur i Kalhu). Bóg ten tak opisywany jest na przykład w inskrypcji Bel-Harran-beli-usura, asyryjskiego dostojnika, odnalezionej w Tell Abta: „Nabu, skryba bogów, który trzyma rylec świętej tabliczki, nosiciel tabliczki losów bogów, który zaopatruje bogów Igigu i Anunnaku”.

### Tradycja związana z bogiem Aszurem
W Asyrii właścicielem tabliczki losów miał być główny bóg tamtejszego panteonu – Aszur. Do czasów współczesnych przetrwał dość niezwykły, choć trudny w interpretacji tekst pochodzący z czasów panowania asyryjskiego króla Sennacheryba, który nie tylko przedstawia Aszura jako posiadacza tej tabliczki, ale też opisuje ją samą:

[Ta]bliczka losów – więź najwyższej wła[dzy] (enlilūtu), zwierzchnictwo nad bogami niebios i świata podzie[mnego], panowanie nad bogami Igigu i Anu[nnaku, taje]mnica niebios i swiata podziemn[ego, w]ięź łącząca niebiosa i świat podziemny, postronek ludz[kości – kt]órą (bóg) Aszur, król bogów, wziął w swą rękę i trzymał [przy swej piersi. Prze]dstawienie jego postaci, podobizna jego dokładnego wyglądu, [jest ... ] na nim/niej: On trzyma [w swej] ręce [pos]tronek wielkich niebios, więź bogów [Igigu] i Anunnaku.
On (Sennacheryb) kazał podobiznę Sennacheryba, króla świata, króla [Asyrii], twórcy podobizn boga Aszura, Anu, Sina, Szam[asza], Adada, Belet-ili (i) Isztar z Bit-Kadmuri, [pas]terza okazującego pokorę, przedstawiciela (boga) Aszura, swego pana, umieścić [prz]ed przedstawieniem (boga) Aszura, swego pana.
[O Aszurze, oj]cze niebios, królu bogów, który wyznaczasz l[os]y, [tyl]ko ty trzymasz [tab]liczkę losów bogów w swych r[ęka]ch. Weź w opiekę rządy Sennacheryba, króla Asyrii, i wyznacz jako mój los [dob]re przeznaczenie, przeznaczenie dobrego zdrowia i władzy królewskiej (...).

Tekst ten, wraz z innym tekstem, z którego zachowało się jedynie zakończenie, umieszczone są na uszkodzonej, glinianej tabliczce K 6177 + 8869, pochodzącej najprawdopodobniej z Niniwy. Oba teksty wydają się stanowić wersję roboczą lub szkic królewskiej inskrypcji, która umieszczona być miała na jakimś przedmiocie, związanym niewątpliwie z tabliczką losów, na którym widnieć też miały wizerunki boga Aszura i króla Sennacheryba. A.R. George wysunął hipotezę, iż przedmiotem tym miała być sama tabliczka losów, wykonana na rozkaz Sennacheryba, na której odciśnięte zostały pieczęcie cylindryczne zawierające wizerunki Aszura i Sennacheryba. Z kolei E. Frahm zasugerował, iż teksty te wraz z przedstawieniami tabliczki losów, boga Aszura i króla Sennacheryba zdobić mogły „podest losów”(akad. parak šīmāti), czyli specjalne podwyższenie na którym stał posąg boga Aszura w jego świątyni w mieście Aszur.

## Opis tabliczki losów

### Wygląd tabliczki (inskrypcja i pieczęcie)
Z opisów w tekstach zdaje się wynikać, iż tabliczkę losów wyobrażano sobie jako glinianą tabliczkę pokrytą inskrypcją w piśmie klinowym i opatrzoną odciskami pieczęci cylindrycznych. Zgodnie z tradycją związaną z bogiem Nabu, na tabliczce tej spisane być miało przeznaczenie świata wyznaczone na zgromadzeniu bogów w czasie noworocznego święta akītu. To tu m.in. zapisany miał być los każdego człowieka wraz z datą jego śmierci. Aby powstała w ten sposób tabliczka losów mogła nabrać mocy sprawczej, musiała być – jak się wydaje – opieczętowana pieczęcią należącą do boga, który miał być jej prawowitym właścicielem. A.R. George w swej hipotezie dotyczącej inskrypcji z tabliczki K 6177 + 8869 postuluje, iż opisany w tym tekście przedmiot miał być właśnie tabliczką losów z odciśniętymi na niej pieczęciami z wizerunkami boga Aszura i króla Sennacheryba. Chodzić by tu miało o pieczęcie należące do samego boga Aszura, którymi w Asyrii pieczętowano dokumenty najwyższej wagi państwowej. Przykładem mogą być tabliczki tak zwanych „traktatów wasalnych” króla Asarhaddona, które opieczętowane zostały trzema różnymi takimi pieczęciami. Wszystkie one – jedna pochodząca z okresu staroasyryjskiego, jedna z okresu średnioasyryjskiego i jedna z okresu nowoasyryjskiego – w nagłówku traktatów nazywane są „pieczęciami boga Aszura” (na4kunuk da-šur4). Na szczególną uwagę zasługuje najmłodsza z nich, nowoasyryjska, która nosi inskrypcję identyfikującą ją jako „pieczęć losów” (kunuk šīmāti):

Pieczęć losów, za pomocą [której] Aszur, król bogów, pieczętuje losy bogów Igigu i Anunnaku z niebios i ze świata podziemnego, oraz ludzkości. Cokolwiek on opieczętuje, tego nigdy nie zmieni. Ktokolwiek próbowałby zmienić to, niechaj Aszur, król bogów, i Mullissu, razem z ich dziećmi, zabiją go swymi przerażającymi broniami! Ja jestem Sennacheryb, król [Asyrii], książę, który czci cię - ktokolwiek usunie me zapisane (tu) imię lub wyrzuci twoją pieczęć losów, usuń z kraju jego imię i nasienie!

Inskrypcja na pieczęci ujawnia, iż to właśnie przy użyciu „pieczęci losów” Aszur, jako król bogów, pieczętować miał losy bogów i ludzi, co nie pozostawia wątpliwości, że to właśnie nią opieczętowana być musiała tabliczka losów. Na pieczęci tej, poza inskrypcją, widnieje jeszcze scena przedstawiająca asyryjskiego króla stojącego pomiędzy Aszurem i jego żoną Mullissu, co dobrze koresponduje z opisem zawartym w tekście z tabliczki K 6177 + 8869 i potwierdza hipotezę A.R. George'a.
Fakt pieczętowania tabliczki losów potwierdza też ustęp z Enuma elisz (tabliczka IV, wersy 121–122), w którym Marduk przejmuje tabliczkę losów od pokonanego Kingu i opieczętowuje ją. Ustęp ten zdaje się wskazywać, iż do przejęcia pełnej kontroli nad tabliczką losów konieczne było usunięcie z niej odcisku pieczęci jej poprzedniego właściciela i opieczętowanie jej na nowo swoją własną pieczęcią.
Warto jeszcze wspomnieć, iż motyw pieczętowania tabliczki losów pojawia się jeszcze w pewnym tekście nowoasyryjskim, w powiązaniu z „magistratem miejskim” (bīt ālim) w mieście Aszur. Budynek ten, znany też pod nazwą „domu eponima” (bīt limmim) był w okresie staroasyryjskim najważniejszym centrum administracyjnym i handlowym w tym mieście. W tekście zwanym Asyryjską listą świątyń (ang. Assyrian Temple List) „magistrat miejski” w Aszur nosi ceremonialną, sumeryjską nazwę é.ki.gar.dub.nam.tar.re,dè.kišib.gur?.sag.dil!, co tłumaczyć można jako „Dom – gmach, gdzie tabliczka losów jest pieczętowana w tajemnicy”. Budynek ten wspomniany jest też w krótkiej inskrypcji na staroasyryjskiej pieczęci boga Aszura z „traktatów wasalnych” króla Asarhaddona, która brzmi „(Pieczęć) boga Aszura, (należąca) do magistratu miejskiego” (ša  da-šùr ša bīt a-limki). Z obu tekstów zdaje się wynikać, iż w Asyrii istniała bardzo długa tradycja przechowywania pieczęci boga Aszura nie w jego świątyni, ale właśnie w „magistracie miejskim”. Nie poznano funkcji tego budynku w późnej fazie istnienia imperium asyryjskiego, ale przypuszcza się, iż to właśnie tu przygotowywane mogły być najważniejsze dokumenty państwowe i traktaty.

### Prawowici właściciele i posiadacze tabliczki
W literaturze mezopotamskiej nie było jednej, spójnej tradycji łączącej tabliczkę losów z jednym bogiem. Wraz ze zmieniającym się kontekstem chronologicznym i geograficznym przedmiot ten łączony był z różnymi bogami, choć jedna zasada pozostawała niezmienna: aby w świecie panować mogła równowaga i porządek, tabliczka ta znajdować się musiała w rękach jej prawowitego właściciela. Nielegalne przejęcie tabliczki zapewniało wprawdzie wielką władzę nad bogami i światem, ale to samo w sobie nie dawało jeszcze posiadaczowi tabliczki statusu jej prawowitego właściciela, a to zaburzało równowagę w świecie wprowadzając chaos i bezprawie. Prawowitego właściciela tabliczki losów wyznaczali spośród siebie sami bogowie, kierując się jego zaletami i umiejętnościami, osiągnięciami i pozycją zajmowaną w panteonie. W tekstach odnoszących się do tabliczki losów status taki zajmują na pewno Enki/Ea (mit Dwadzieścia jeden okładów), Enlil (Mit o ptaku Anzu), Marduk (Enuma elisz) i Aszur (inskrypcja na tabliczce K 6177 + 8869). Tabliczka ta znajdować się miała jeszcze wprawdzie, choć na krótko, w posiadaniu Tiamat, Kingu i Anzu, ale pewne wskazówki w tekstach zdają się wskazywać, iż nie byli oni uznawani za jej prawowitych właścicieli. W przypadku Tiamat zastanawiające jest, iż w swej walce z Mardukiem nie skorzystała ona z tabliczki losów, którą przed walką oddała swemu mężowi Kingu. To zdaje się sugerować, iż istnieć mogły jakieś zasady, które uniemożliwiły jej to. Jedna z interpretacji zakłada, iż jako kobieta mogła ona być jedynie opiekunką lub strażniczką tabliczki, podczas gdy jej prawowitym właścicielem musiał być mężczyzna. Kingu, małżonek Tiamat, któremu przekazała tabliczkę losów, przedstawiony został z kolei w Enuma elisz jako uzurpator. Marduk w swej mowie oskarżycielskiej przeciw Tiamat zarzuca jej nielegalne wywyższenie Kingu (tabliczka IV, wersy 81–82), a nieco dalej epos stwierdza, iż po pokonaniu Kingu Marduk „zabrał mu tabliczkę losów, która nie należała do niego” (tabliczka IV, wers 121). To zdaje się wskazywać, iż Kingu, pomimo małżeństwa z Tiamat, wywyższenia przez nią i wejścia w posiadanie tabliczki losów, nie został nigdy uznany za prawowitego właściciela tej tabliczki. Tym samym, jako niegodny uzurpator, pomimo posiadania tabliczki losów, mógł być z łatwością pokonany przez Marduka, prawowitego króla. Prawowitym właścicielem tabliczki losów nie mógł być również Anzu, który w Micie o ptaku Anzu swym aktem kradzieży tej tabliczki dokonał jawnej uzurpacji władzy i zaburzył kosmiczną równowagę oraz obowiązujący porządek.

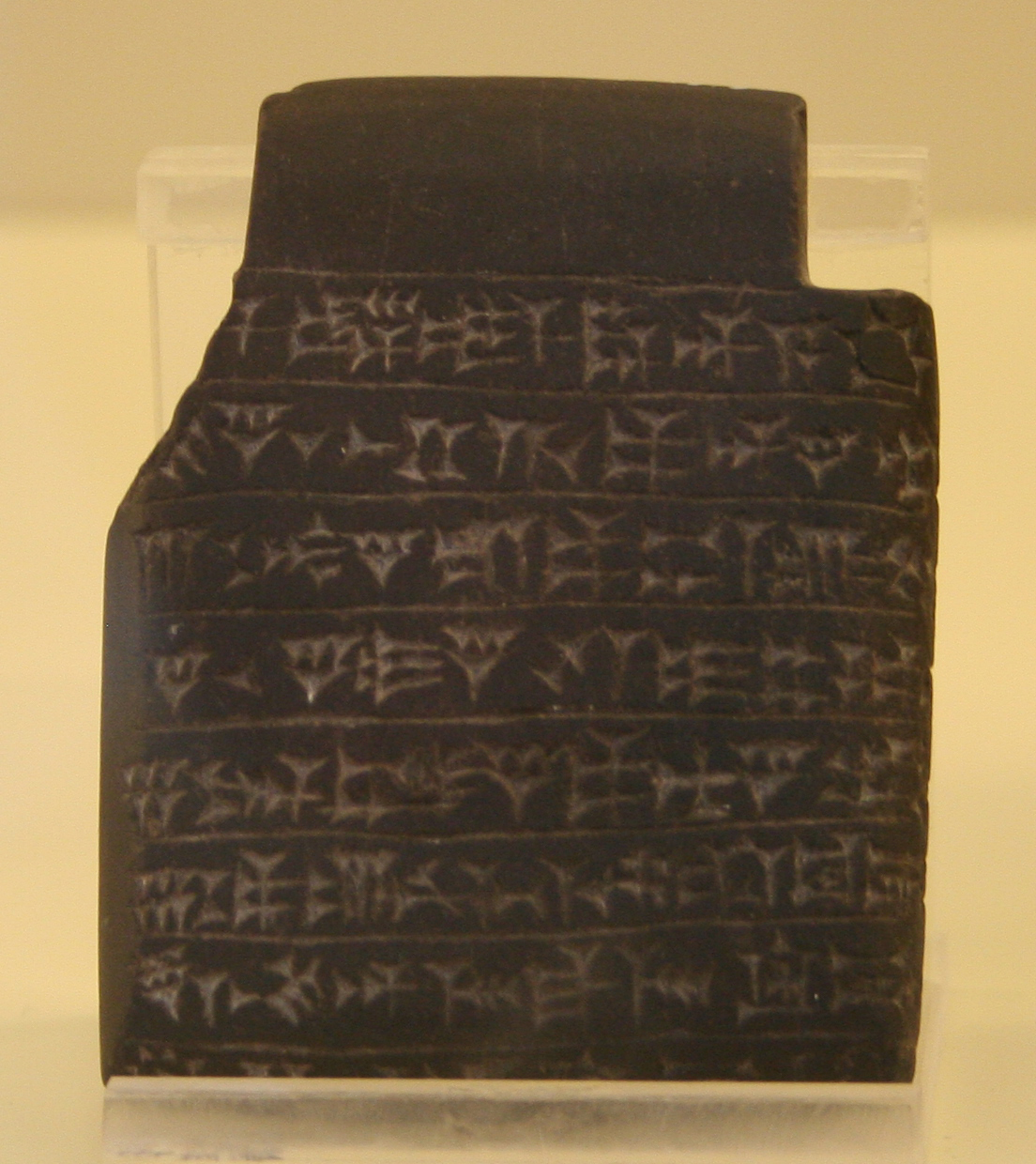
Przykład mezopotamskiego amuletu noszonego na szyi, chroniącego jego właściciela przed demonem Lamasztu; zbiory Muzeum Pergamońskiego w Berlinie

### Rola tabliczki i jej zastosowanie
Zgodnie z Mitem o ptaku Anzu (tabliczka I, wersy 65–67) tabliczka losów, obok korony i szaty, stanowiła jeden z symboli władzy, zewnętrzną oznakę, że noszący ją bóg zajmował najwyższą pozycję wśród wszystkich bogów. Teksty wspominają często, że posiadający tę tabliczkę bóg trzymał ją w rękach lub miał ją na piersi, co zdaje się wskazywać, iż wzorem mezopotamskich amuletów miano ją nosić zawieszoną na szyi. Potwierdza to Mit o ptaku Anzu (tabliczka I, wersy 78–81), w którym bóg Enlil przed wzięciem kąpieli zdejmuje z siebie swe insygnia władzy, w tym tabliczkę losów, co daje ptakowi Anzu możliwość jej kradzieży. Nieco inna tradycja przetrwała w micie Dwadzieścia jeden okładów, gdzie bóg Ea nie nosi tabliczki losów ze sobą, ale przechowuje ją w swej siedzibie w Abzu, gdzie znajduje się ona pod opieką czy też strażą siedmiu mędrców. W tradycji babilońsko-asyryjskiej rolę opiekuna czy też strażnika tabliczki losów należącej do Marduka (tradycja babilońska) bądź Aszura (tradycja asyryjska) zdaje się pełnić bóg Nabu, na co wskazuje jego tytuł „nosiciela tabliczki losów bogów”.
Pewne wzmianki w tekstach zdają się wskazywać, iż w pewnych przypadkach, gdy tabliczka losów miała być wykorzystana w aktywny sposób, musiała być „aktywowana” głosem. W Micie o ptaku Anzu (tabliczka II, wersy 59–68), gdy Anzu walczy z Ninurtą, samo posiadanie tabliczki losów nic mu nie daje – dopiero wypowiedzenie odpowiednich komend czy też rozkazów sprawia, że tabliczka zaczyna działać jak tarcza ochronna, chroniąc Anzu przed strzałami wystrzelonymi przez Ninurtę. Podobnie jest w micie Dwadzieścia jeden okładów, gdzie tabliczka losów musi być odczytana na głos, aby Ea mógł wyznaczyć los dla Nabu.
Wielu informacji na temat wierzeń Mezopotamczyków związanych z tabliczką losów dostarcza inskrypcja na tabliczce K 6177 + 8869. Na początku tego tekstu podkreślona jest rola tej tabliczki jako kosmicznej „więzi łączącej niebiosa i świat podziemny” (markas ermi Anu u Ganṣir). Motyw kosmicznych „więzi” był dość rozpowszechniony w mezopotamskiej literaturze i opierał się na założeniu, że różne części wszechświata połączone były ze sobą i kontrolowane za pomocą niewidzialnych kosmicznych lin czy też sznurów. Niektórzy z bogów, przede wszystkim Marduk, ale też Nabu, Adad, Gula, Ninurta i Aszur, mieli trzymać w swych rękach te kosmiczne „więzi”, co miało być jednym z wyznaczników ich dominacji nad innymi bogami. Trzymanie kosmicznych „więzi" zapewniało kontrolę nad wszystkimi częściami świata i dawało władzę absolutną – tabliczka losów, pełniąc rolę takiej kosmicznej „więzi”, również musiała dawać jej właścicielowi podobną kontrolę i władzę.
Inskrypcja na tabliczce K 6177 + 8869 stwierdza również, iż posiadanie tabliczki losów oznaczało „zwierzchnictwo nad bogami niebios i świata podziemnego" (bēlūt ilī ša šamê u erṣeti) oraz „panowanie nad bogami Igigu i Anunnaku” (ŝarrūt Igigi u Anunnaki). Potwierdzają to inne teksty, w których właściciel tabliczki losów posiada często władzę i prerogatywy przynależne bogu Anu (anūtu) bądź – w innej tradycji – bogu Enlilowi (enlilūtu). I tak na przykład w Enuma elisz (tabliczka I, wersy 157–160) Tiamat przekazuje Kingu tabliczkę losów wraz z władzą anūtu, a w Micie o ptaku Anzu (tabliczka I, wersy 80–81) ptak Anzu wykrada Enlilowi tabliczkę losów wraz z władzą enlilūtu.
Tabliczka losów, będąc przedmiotem o wielkiej mocy, musiała być niewątpliwie również potężną bronią, dziwić więc musi, iż w tej roli pojawia się bardzo rzadko. W Micie o ptaku Anzu  bogowie zwracają się do Adada, Girry i Szary, aby wystąpili przeciw Anzu, ale ci odmawiają, tłumacząc się tym, iż Anzu posiada tabliczkę losów i że „gdy rozkaże, to ten, którego przeklnie, zmieni się w glinę” (Mit o ptaku Anzu, tabliczka I, wersy 112, 133, 152). W końcu do walki z Anzu staje Ninurta i Anzu rzeczywiście wykorzystuje tabliczkę losów, ale z nieznanych powodów używa jej jedynie w celach obronnych – do odbijania strzał wystrzelonych przez Ninurtę (Mit o ptaku Anzu, tabliczka II, wersy 59-68). To zdaje się wskazywać, iż tabliczka losów sprawdzała się najlepiej jako broń defensywna, choć nawet i wtedy jej posiadacz nie był niezwyciężony, jak pokazuje los Anzu. Podobny los spotyka również Kingu w Enuma elisz, który pomimo posiadania tabliczki losów pokonany zostaje przez Marduka.